# Oktoberpferd
Das Oktoberpferd (lat. Equus October) war im antiken Rom ein rituelles Opfer für den Gott Mars, das an den Iden des Oktober (15. Oktober) stattfand.
An diesem Tag wurden auf dem Marsfeld Wettrennen mit Zweigespannen abgehalten. Diese Spiele zu Ehren des Kriegsgottes fanden zweimal im Jahr statt, außer im Oktober noch Anfang März. Nach den Rennen im Oktober wurde das rechte Pferd (Handpferd) des siegreichen Zweigespannes dem Gott Mars als Opfer dargebracht. Dazu wurde es, vermutlich durch den Oberpriester des Mars, den Flamen Martialis, außerhalb der rituellen Stadtgrenze, des Pomeriums, mit einem Speer getötet. Anschließend wurden Kopf und Schweif abgeschnitten. Der mit Broten umkränzte Kopf war Gegenstand eines Kampfs zwischen den Bewohnern zweier Stadtviertel, der Subura und der Via Sacra. Gewannen die Suburanenses, wurde der Pferdekopf zur Turris Mamilia gebracht, einem nicht näher bekannten Gebäude in der Subura; eroberten ihn die Sacravienses, wurde er zur Regia am Forum Romanum gebracht.
Der noch blutende Schweif wurde im Laufschritt vom Marsfeld zur Regia getragen, um das Blut in die Flammen des dort brennenden Herdes tropfen zu lassen. Es wurde lange angenommen, dass die Asche dieses Herdes später von den Vestalinnen zusammengefegt wurde und zur Herstellung des suffimen diente, eines reinigenden Räucherwerks, das am Fest der Parilia Verwendung fand (oder dass das Blut selbst von den Vestalinnen zu diesem Zweck gesammelt wurde); diese Annahme wird aber von der neueren Forschung in Frage gestellt.

## Bedeutung
Nach Aussage des Autors Sextus Pompeius Festus aus dem 2. Jahrhundert nach Christus handelte es sich um ein Ritual „für den Ausgang der Ernte“ (ob frugum eventum). In der Forschung ist umstritten, ob sich diese Formulierung auf die zukünftige Ernte bezieht, der Mars Fruchtbarkeit verleihen sollte, oder im Sinne eines Dankopfers auf die abgeschlossene Ernte. Für die zweite Hypothese spricht neben dem Zeitpunkt des Festes im Oktober (kurz nach der Ernte) auch das Umkränzen des Pferdekopfs mit Broten, das eher auf ein Erntedankritual hindeutet (Brot als Ergebnis einer guten Ernte). Die Antwort auf diese Frage ist bedeutsam für die Interpretation des Gottes Mars: Im einen Fall erhielte er Züge eines Fruchtbarkeitsgottes, im anderen Fall wird ihm dafür gedankt, dass er die Ernte verschont hat (oder Feinde daran gehindert hat, die Ernte zu vernichten).